# Atletica leggera ai Giochi della XXV Olimpiade - 5000 metri piani

Video della Finale (prima parte della gara)

Video della Finale (gli ultimi 600 metri

I 5000 metri piani hanno fatto parte del programma maschile di atletica leggera ai Giochi della XXV Olimpiade. La competizione si è svolta nei giorni 6-8 agosto 1992 allo Stadio del Montjuic di Barcellona.

## Presenze ed assenze dei campioni in carica
| Competizione         | Atleta           | Prestazione | Barcellona 1992 |
| -------------------- | ---------------- | ----------- | --------------- |
| Olimpiadi 1988       | John Ngugi       | 13'11”70    | Non qual.       |
| Commonwealth 1990    | Andrew Lloyd     | 13'24”86    | Assente         |
| Goodwill Games 1990  | Paul Williams    | 13'33”52    | Assente         |
| Europei 1990         | Salvatore Antibo | 13'22”00    | Presente        |
| Asiatici 1990        | Mohamed Suleiman | 13'50”22    | Solo 1500 m     |
| Africani 1991        | Fita Bayisa      | 13'36”91    | Presente        |
| Mondiali 1991        | Yobes Ondieki    | 13'14”45    | Presente        |
|                      |                  |             |                 |
| Mondiali junior 1988 | Henry Kirui      | 13'54”29    | Assente         |

## La gara
La batteria più veloce è la terza (delle 4 in totale): il tedesco Dieter Baumann, argento nel 1988, vince in 13'20"82. Si qualificano anche il marocchino Brahim Boutayeb (campione dei 10 mila a Seul), i tre kenioti (tra cui il campione del mondo in carica Yobes Ondieki) e due etiopi. Il campione europeo Salvatore Antibo vince la sua batteria con un convincente sprint.

In finale sono gli africani a fare il ritmo: Dominic Kirui conduce per i primi 2000 metri, poi Ondieki è in testa ai 3000, mentre ad un chilometro dalla fine guida il gruppo Paul Bitok. All'ultimo giro scattano tutti contro tutti e all'uscita dall'ultima curva succede qualcosa di insolito: un europeo, il tedesco Dieter Baumann, supera uno, poi due, poi tre atleti africani e va a vincere l'oro.

Salvatore Antibo viene colto da una crisi d'assenza e conclude in ultima posizione. Yobes Ondieki si piazza al quinto posto con 13'17"50.

## Risultati

### Turni eliminatori
| 4 Batterie | 6 agosto | 62 partenti    | Si qualificano i primi 3 + i 4 migliori tempi. |
| Finale     | 8 agosto | 16 concorrenti |                                                |

### Finale
| Pos | Paese                               | Atleta         | Tempo    |
| --- | ----------------------------------- | -------------- | -------- |
|     | Germania                            | Dieter Baumann | 13'12"52 |
|     | Kenya                               | Paul Bitok     | 13'12"71 |
|     | Governo di transizione dell'Etiopia | Fita Bayisa    | 13'13"08 |